# Leichtathletik-Weltmeisterschaften 2011/Teilnehmer (Serbien)
| Gelbes Symbol für Goldmedaillen mit stilisierten Olympischen Ringen | Graues Symbol für Silbermedaillen mit stilisierten Olympischen Ringen | Braundes Symbol für Bronzemedaillen mit stilisierten Olympischen Ringen |
| ------------------------------------------------------------------- | --------------------------------------------------------------------- | ----------------------------------------------------------------------- |
| —                                                                   | —                                                                     | —                                                                       |

Der serbische Leichtathletik-Verband stellte bei den Leichtathletik-Weltmeisterschaften 2011 im koreanischen Daegu neun Teilnehmer.

## Ergebnisse

### Männer

#### Laufdisziplinen
| Athlet          | Disziplin    | Vorlauf | Vorlauf | Halbfinale | Halbfinale | Finale        | Finale        |
| Athlet          | Disziplin    | Zeit    | Platz   | Zeit       | Platz      | Zeit          | Platz         |
| --------------- | ------------ | ------- | ------- | ---------- | ---------- | ------------- | ------------- |
| Emir Bekrić     | 400 m Hürden | 49,67 s | 18      | 49,94 s    | 19         | ausgeschieden | ausgeschieden |
| Nenad Filipović | 50 km Gehen  |         |         |            |            | DSQ           | DSQ           |

#### Sprung/Wurf
| Athlet          | Disziplin   | Qualifikation | Qualifikation | Finale        | Finale        |
| Athlet          | Disziplin   | Weite/Höhe    | Platz         | Weite/Höhe    | Platz         |
| --------------- | ----------- | ------------- | ------------- | ------------- | ------------- |
| Milan Jotanović | Kugelstoßen | 18,39 m       | 24            | ausgeschieden | ausgeschieden |
| Asmir Kolašinac | Kugelstoßen | 20,14 m       | 11            | 19,84 m       | 10            |

#### Zehnkampf
| Athlet       | Disziplin | 100 m   | Weit- sprung | Kugel- stoßen | Hoch- sprung | 400 m   | 110 m Hürden | Diskus- wurf | Stabhoch- sprung | Speer- wurf | 1500 m         | Punkte  | Platz |
| ------------ | --------- | ------- | ------------ | ------------- | ------------ | ------- | ------------ | ------------ | ---------------- | ----------- | -------------- | ------- | ----- |
| Mihail Dudaš | Ergebnis  | 10,81 s | 7,41 m       | 13,76 m       | 2,02 m SB    | 47,73 s | 14,89 s SB   | 43,97 m PB   | 4,90 m PB        | 58,93 m PB  | 4:26,06 min SB | 8256 NR | 6     |
| Mihail Dudaš | Punkte    | 903     | 913          | 714           | 822          | 922     | 863          | 746          | 880              | 722         | 771            | 8256 NR | 6     |

### Frauen

#### Sprung/Wurf
| Athletin          | Disziplin  | Qualifikation | Qualifikation | Finale        | Finale        |
| Athletin          | Disziplin  | Weite/Höhe    | Platz         | Weite/Höhe    | Platz         |
| ----------------- | ---------- | ------------- | ------------- | ------------- | ------------- |
| Ivana Španović    | Weitsprung | DNS           | DNS           | ausgeschieden | ausgeschieden |
| Biljana Topić     | Dreisprung | 14,21 m SB    | 11            | 14,03 m       | 10            |
| Dragana Tomašević | Diskuswurf | 60,45 m       | 8             | 62,48 m SB    | 7             |
| Tatjana Jelača    | Speerwurf  | 56,68 m       | 24            | ausgeschieden | ausgeschieden |